# Guillaume d'Estouteville
Guillaume d'Estouteville, född 1403 i Normandie, död 22 januari 1483 i Rom, var en fransk kardinal och mecenat. 
d'Estouteville var bland annat ärkebiskop av Rouen och kardinalbiskop av Ostia e Velletri. Han var camerlengo från 1477 till 1483. d'Estouteville bekostade ombyggnaden av kyrkan Sant'Agostino i Rom, i vilken han är begravd.